# Thoracistus
Thoracistus es un género de saltamontes longicornios de la subfamilia Tettigoniinae. Se distribuye en el sur de África.

## Especies
Las siguientes especies pertenecen al género Thoracistus:
- Thoracistus arboreus Rentz, 1988
- Thoracistus aureoportalis Rentz, 1988
- Thoracistus jambila Rentz, 1988
- Thoracistus peringueyi Pictet, 1888
- Thoracistus semeniphagus Rentz, 1988
- Thoracistus thyraeus Rentz, 1988
- Thoracistus viridicrus Rentz, 1988
- Thoracistus viridifer (Walker, 1869)